# Vyshhorod
Vyshhorod (em ucraniano:  Ви́шгород) é uma cidade da Ucrânia, situada no Oblast de Kiev. Tem 8,7 km² de área e sua população em 2020 foi estimada em 22.933 habitantes.